# Bucerías
Bucerías es una localidad situada en el estado mexicano de Nayarit, dentro del municipio de Bahía de Banderas. De acuerdo con el censo de población del año 2020 hay alrededor de 16 161 habitantes en la localidad. 
El origen de la localidad se remonta alrededor de 1864 cuando barcos españoles visitaban la localidad con el fin de comercializar madera, por lo cual el primer nombre que tuvo fue "Santa Julia de las Tablas". Bucerías obtiene su nombre del significado "Lugar de buzos". Por eso mismo, alrededor de 2014 presentaron una estatua, "Estatua del Buzo". Bucerías es declarado como pueblo tradicional  y geográficamente hablando centro del municipio de Bahía de Banderas. Es un pueblo bastante grande con pluriculturalidad étnica y religiosa.  Esta misma localidad cuenta con su cerveza local.

## Demografía
De acuerdo con el Censo de Población y Vivienda 2020 del INEGI, en Bucerías había un total de 16 161 habitantes, 8089 mujeres y 8072 hombres.